# Kanton Felsberg
Der Kanton Felsberg war eine Verwaltungseinheit im Distrikt Kassel des Departements der Fulda im napoleonischen Königreich Westphalen. Hauptort des Kantons und Sitz des Friedensgerichts war die Stadt Felsberg im heutigen Schwalm-Eder-Kreis. Der Kanton umfasste 10 Dörfer und eine Stadt, war bewohnt von 3.386 Einwohnern und hatte eine Fläche von 0,63 Quadratmeilen.
Die zum Kanton gehörigen Kommunen waren:

- Stadt Felsberg, mit Altenburg
- Böddiger
- Lohre
- Neuenbrunslar, mit Deute
- Niedermöllrich
- Niedervorschütz
- Obermöllrich, mit Cappel
- Wolfershausen